# Viale

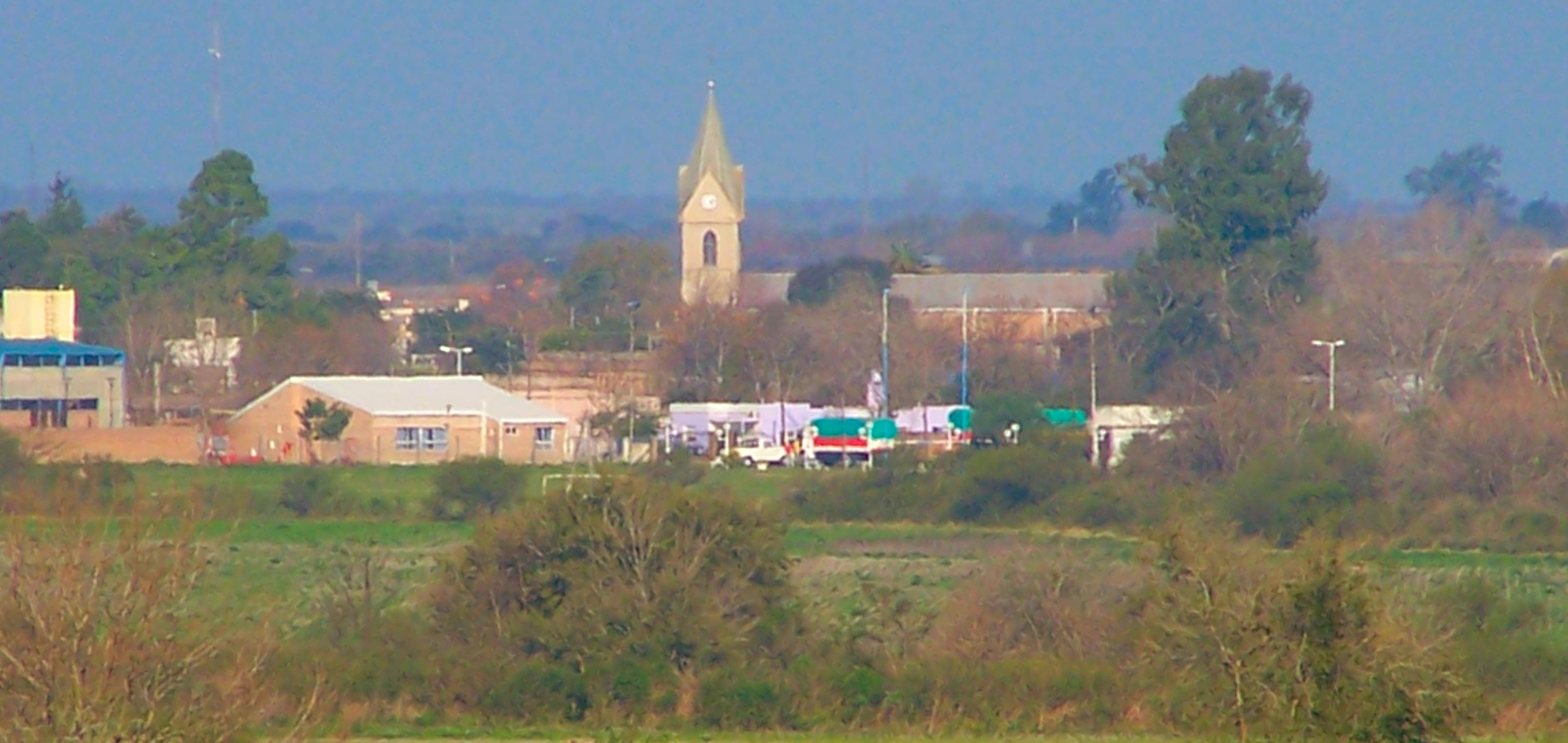
Panorama de Viale. Fotografia datada de 17 de maio de 2012.

Viale é um município da província de Entre Ríos, na Argentina. Sua população em 2010 era de 9.641 habitantes.